# Despotado de Dobruja
O Despotado de Dobruja ou Principado de Carvuna/Karvuna (em búlgaro:  Добруджанско деспотство ou Карвунско деспотство) foi um estado semi-independente do século XIV na região de Dobruja, uma cisão do Segundo Império Búlgaro sob influência do Império Bizantino.
O nome do principado deriva da fortaleza de Carvuna (atual Balchik), mencionada em documentos búlgaros e bizantinos e nos portolanos italianos do século XIV como sua primeira capital[carece de fontes?] e localizada entre Varna e Caliacra.

## História
O principado se separou do Segundo Império Búlgaro (juntamente com outras regiões fronteiriças como Vidin e Velbuzhd) por volta de 1340 sob Balik (um membro da dinastia cumana de Terter búlgara de acordo com alguns autores) e se colocou, eclesiasticamente, sob o patriarcado de Constantinopla. Um "metropolitano de Varna e Carbona" foi mencionado em 1325. Na época de Dobrotitsa/Dobrotici (1347-1386; reinando com o título de déspota após 1357), o principado alcançou seu poder e extensão máximos e a capital se mudou para Caliacra.
Em 1346 ou 1347, o principado foi devastado pela peste negra, levada por barcos genoveses de Cafa. O principado tinha uma marinha própria, que também se engajava em atos de pirataria, o que forçou os genoveses a reclamarem e, possivelmente, de tomarem parte numa operação a partir de Trebizonda. Em 1453, a Marinha Otomana no cerco de Constantinopla foi inicialmente liderada por um almirante Baltoglu, um muçulmano convertido oriundo da região.
Em 1366, João Alexandre se recusou a dar um salvo-conduto a João V Paleólogo, que estava retornando da Hungria. Com o objetivo de forçar os búlgaros a cooperarem, João V pediu ao seu primo, o conde Amadeu VI de Saboia que atacasse as cidades costeiras búlgaras, desviando-se do objetivo inicial de sua cruzada saboiarda. No outono do mesmo ano, a frota de Amadeu tomou Pomorie, Nessebar, Emona e Kozyak; em 25 de outubro, ele cercou a poderosa fortaleza de Varna, onde foi finalmente contido. Como resultado, João Alexandre deu aos bizantinos o salvo-conduto através da Bulgária, além da cidade conquistada de Nessebar. Varna, Emona e Kozyak foram cedidas a Dobrotitsa por sua ajuda contra Amadeu.
Entre 1370 e 1375, aliados com a República de Veneza, Dobrotitsa desafiou os genoveses no mar Negro. Em 1376, ele tentou impor seu genro, Miguel, como imperador de Trebizonda, sem sucesso. Dobrotitsa também apoiou João V Paleólogo contra seu filho Andrônico IV Paleólogo na guerra civil bizantina de 1373–1379. Fontes venezianas do final do século XIV se referem a Dobrotitsa como "déspota dos búlgaros".
Em 1386, Dobrotitsa morreu e foi sucedido por Ivanko, que, no mesmo ano, firmou a paz com Murade I, moveu sua capital de Kaliakra para Varna e, em 1387, assinou um tratado comercial com Gênova em Pera. Varna caiu frente ao Império Otomano em 1389 após uma batalha na qual o próprio Ivanko morreu, em 1388.

## Governantes do Despotado de Dobruja
|  |  |  |  |                                  |                                  | desconhecido                     | desconhecido                     | desconhecido                     | desconhecido                     | desconhecido         | desconhecido         |                      |                      |                      |                      |        |        | desconhecido | desconhecido | desconhecido             | desconhecido             | desconhecido             | desconhecido             |                          |                          |  |  |                    |                    |                    |                    |                    |                    |               |               |                |                |                |                |                |                |
|  |  |  |  |                                  |                                  | desconhecido                     | desconhecido                     | desconhecido                     | desconhecido                     | desconhecido         | desconhecido         |                      |                      |                      |                      |        |        | desconhecido | desconhecido | desconhecido             | desconhecido             | desconhecido             | desconhecido             |                          |                          |  |  |                    |                    |                    |                    |                    |                    |               |               |                |                |                |                |                |                |
|  |  |  |  |                                  |                                  |                                  |                                  |                                  |                                  |                      |                      |                      |                      |                      |                      |        |        |              |              |                          |                          |                          |                          |                          |                          |  |  |                    |                    |                    |                    |                    |                    |               |               |                |                |                |                |                |                |
|  |  |  |  |                                  |                                  |                                  |                                  |                                  |                                  |                      |                      |                      |                      |                      |                      |        |        |              |              |                          |                          |                          |                          |                          |                          |  |  |                    |                    |                    |                    |                    |                    |               |               |                |                |                |                |                |                |
|  |  |  |  | Balik (por volta de 1320 - 1347) | Balik (por volta de 1320 - 1347) | Balik (por volta de 1320 - 1347) | Balik (por volta de 1320 - 1347) | Balik (por volta de 1320 - 1347) | Balik (por volta de 1320 - 1347) |                      |                      | Teodor               | Teodor               | Teodor               | Teodor               | Teodor | Teodor |              |              | Dobrotitsa (1347 - 1385) | Dobrotitsa (1347 - 1385) | Dobrotitsa (1347 - 1385) | Dobrotitsa (1347 - 1385) | Dobrotitsa (1347 - 1385) | Dobrotitsa (1347 - 1385) |  |  |                    |                    |                    |                    | desconhecido*      | desconhecido*      | desconhecido* | desconhecido* | desconhecido*  | desconhecido*  |                |                |                |                |
|  |  |  |  | Balik (por volta de 1320 - 1347) | Balik (por volta de 1320 - 1347) | Balik (por volta de 1320 - 1347) | Balik (por volta de 1320 - 1347) | Balik (por volta de 1320 - 1347) | Balik (por volta de 1320 - 1347) |                      |                      | Teodor               | Teodor               | Teodor               | Teodor               | Teodor | Teodor |              |              | Dobrotitsa (1347 - 1385) | Dobrotitsa (1347 - 1385) | Dobrotitsa (1347 - 1385) | Dobrotitsa (1347 - 1385) | Dobrotitsa (1347 - 1385) | Dobrotitsa (1347 - 1385) |  |  |                    |                    |                    |                    | desconhecido*      | desconhecido*      | desconhecido* | desconhecido* | desconhecido*  | desconhecido*  |                |                |                |                |
|  |  |  |  |                                  |                                  |                                  |                                  |                                  |                                  |                      |                      |                      |                      |                      |                      |        |        |              |              |                          |                          |                          |                          |                          |                          |  |  |                    |                    |                    |                    |                    |                    |               |               |                |                |                |                |                |                |
|  |  |  |  |                                  |                                  |                                  |                                  |                                  |                                  |                      |                      |                      |                      |                      |                      |        |        |              |              |                          |                          |                          |                          |                          |                          |  |  |                    |                    |                    |                    |                    |                    |               |               |                |                |                |                |                |                |
|  |  |  |  |                                  |                                  |                                  |                                  |                                  |                                  | Ivanko (1385 - 1395) | Ivanko (1385 - 1395) | Ivanko (1385 - 1395) | Ivanko (1385 - 1395) | Ivanko (1385 - 1395) | Ivanko (1385 - 1395) |        |        | Terter       | Terter       | Terter                   | Terter                   | Terter                   | Terter                   |                          |                          |  |  | desconhecido Filha | desconhecido Filha | desconhecido Filha | desconhecido Filha | desconhecido Filha | desconhecido Filha |               |               | desconhecido** | desconhecido** | desconhecido** | desconhecido** | desconhecido** | desconhecido** |
|  |  |  |  |                                  |                                  |                                  |                                  |                                  |                                  | Ivanko (1385 - 1395) | Ivanko (1385 - 1395) | Ivanko (1385 - 1395) | Ivanko (1385 - 1395) | Ivanko (1385 - 1395) | Ivanko (1385 - 1395) |        |        | Terter       | Terter       | Terter                   | Terter                   | Terter                   | Terter                   |                          |                          |  |  | desconhecido Filha | desconhecido Filha | desconhecido Filha | desconhecido Filha | desconhecido Filha | desconhecido Filha |               |               | desconhecido** | desconhecido** | desconhecido** | desconhecido** | desconhecido** | desconhecido** |

Notas:

- Filha de Aleixo Apocauco, mega-duque bizantino
  - Filho de Miguel Paleólogo, Déspota de Zagora